# 華表 (西晋)
華 表（か ひょう）は、中国三国時代の魏、及び西晋の政治家。魏の太尉に上った華歆の長男。字は偉容。本貫は青州平原郡高唐県（現在の山東省聊城市高唐県）。

## 生涯
魏の黄初4年（223年）から散騎侍郎、黄門侍郎、侍中を歴任。散騎侍郎の時代には、同僚たちの中には名声を尊ぶあまり不誠実な仕事ぶりの者も多かったが、華表だけは直言することを厭わず、その仕事ぶりを陳羣に称えられた。太和5年12月（232年年始）、父の華歆が死去すると、その跡を継いだ。
嘉平6年（254年）、皇帝の曹芳が廃位され、新帝として曹髦を迎えることになると、その一員として随行した。
正元の初年、来朝した石苞が、曹髦を魏武（曹操）の再来と賞賛した。華表は政変に巻き込まれることを恐れ、病と称して辞職し、それゆえに大難（甘露の変）を逃れた。
尚書として復職し、五等爵が建てられると観陽伯に封じられた。しかし後に、喪事での物品の供えに不備があったとして、免官となった。西晋の時代に当たる泰始年間に入ると、太子少傅、光禄勲、太常を歴任した。数年後、老病を理由に引退を願い出ると、詔でその忠節を称えられ、改めて太中大夫に任じられた。
華表は節度を曲げないことによって名声を上げた。司徒の李胤、司隷校尉の王宏らは皆、華表の清廉さを称え「高貴に据えることも卑賤に貶めることも、親密になることも疎遠になることもできない」と評した。
咸寧元年（275年）8月に死去。享年72。康侯の諡号と、詔により朝服が贈られた。
子は華廙・華岑・華嶠・華鑒・華澹・華簡の6人。華澹の子（華表の孫）の華軼は振威将軍・江州刺史を務め、華表とは別に『晋書』に立伝されている。